# Austria na Letnich Igrzyskach Olimpijskich 1896
Austrię na Letnich Igrzyskach Olimpijskich 1896 reprezentowało 3 zawodników. Mimo że Austria wchodziła w skład Austro-Węgier, to wyniki tych dwóch państw są podawane oddzielnie.

## Wyniki

### Kolarstwo
| Dyscyplina                 | Miejsce | Zawodnik     | Wynik                   |
| -------------------------- | ------- | ------------ | ----------------------- |
| Jazda indywidualna na czas | 3.      | Adolf Schmal | 26,0 s Dogrywka: 26,6 s |
| 10 kilometrów              | 3.      | Adolf Schmal | nieznany                |
| 100 kilometrów             | –       | Adolf Schmal | nie ukończył            |
| Wyścig dwunastogodzinny    | 1.      | Adolf Schmal | 314,997 km              |

### Szermierka
| Dyscyplina | Miejsce | Zawodnik     | Przeciwnik                                                               | Wynik                   |
| ---------- | ------- | ------------ | ------------------------------------------------------------------------ | ----------------------- |
| Szabla     | 4.      | Adolf Schmal | Telemachos Karakalos Ioannis Georgiadis Georgios Iatridis Holger Nielsen | P 0:3 P 2:3 W 3:2 P 2:3 |

### Pływanie
| Dyscyplina             | Miejsce | Zawodnik        | Czas         |
| ---------------------- | ------- | --------------- | ------------ |
| 100 m stylem dowolnym  | 2.      | Otto Herschmann | 1:22,8       |
| 500 m stylem dowolnym  | 1.      | Paul Neumann    | 8:12,6       |
| 1200 m stylem dowolnym | –       | Paul Neumann    | nie ukończył |